# Mitrovica (region)
Mitrovica – region w Kosowie, stworzony w 1999 roku, przez administrację ONZ (UNMIK).
Region jest podzielony na 6 gmin:
- Komuna e Leposaviqit / Opština Leposavić
- Komuna e Mitrovicës / Opština Mitrovica
- Komuna e Skënderajit / Opština Srbica
- Komuna e Vushtrrisë / Opština Vučitrn
- Komuna e Zubin Potokut / Opština Zubin Potok
- Komuna e Zveçanit / Opština Zvečani

Stolicą regionu jest miasto Mitrowica.